# Torrijo del Campo
Torrijo del Campo es un municipio y localidad española de la provincia de Teruel, en la comunidad autónoma de Aragón. El término municipal, ubicado en la comarca del Jiloca, tiene una población de 502 habitantes (INE 2024).

## Geografía
Se sitúa en el noroeste de su provincia. Está integrado en la comarca del Jiloca y se sitúa a 64 km de la capital provincial. El término municipal está atravesado por las carreteras N-211-N-234 y por la Autovía Mudéjar (A-23). Tiene un área de 44.00 km².
El relieve del territorio es llano, por encontrarse en pleno valle del río Jiloca, contando con zonas más elevadas en las lejanías del río. La altitud oscila entre los 1130 m, en los extremos noroeste y sureste, y los 915 m a orillas del río Jiloca. El pueblo se alza a 923 m sobre el nivel del mar. 
| Noroeste: Caminreal         | Norte: Caminreal       | Noreste: Caminreal                                 |
| Oeste: Blancas              |                        | Este: Rubielos de la Cérida                        |
| Suroeste: Monreal del Campo | Sur: Monreal del Campo | Sureste: Rubielos de la Cérida y Monreal del Campo |

## Historia
Recibió el nombre de «Torrijos» entre 1495 y 1646, pasando posteriormente a denominarse «Torrijo» de 1713 hasta 1797, y añadiendo su actual denominación «del Campo» a partir de 1834. Este topónimo derivado del latín, y que significa «torrecilla», induce a pensar que fue un puesto de vigilancia fronteriza en el desarrollo de los distintos conflictos con Castilla.
Torrijo perteneció a la Sesma del Río Jiloca en la Comunidad de Aldeas de Daroca constando ya en el arciprestazgo de Daroca en 1280. Fue adscrito a la Sobrecullida, Vereda y Corregimiento de Daroca en diferentes épocas siendo aldea hasta 1711, lugar en 1785 y ayuntamiento perteneciente al Partido Judicial de Calamocha desde 1834.
Los diferentes trabajos arqueológicos realizados en la zona constataron la presencia de culturas antiquísimas, como en el caso del Cerro del Moro, una zona que se utilizaba como antiguo cementerio y en la que se han encontrado diversas vasijas. Este poblado de planta oval conserva como único resto una oquedad en la roca que posiblemente fuera utilizada como cisterna.
También se han encontrado restos arqueológicos en la partida de las Eras donde aparecieron fragmentos de cerámica ibérica, en la zona de la Masada donde apareció cerámica medieval o en el yacimiento ibérico de la Balseta. Además, en 1996 se encontró en el camino de Huertos Altos una placa de bronce con una inscripción ibérica que recibe el nombre de Bronce de Torrijo. Este hallazgo fue depositado para su estudio en el Museo de Teruel.
Otro resto arqueológico a destacar es el despoblado de Villaverde, un poblado ibérico donde se han encontrado fragmentos de cerámica romana y medieval.
Además, entre Torrijo y Monreal del Campo existió un poblado medieval llamado Villacadima del que se conservan varias edificaciones y los mojones de piedra que lo delimitaban y en los que está grabado su nombre. Villacadima fue un lugar señorial, perteneciente a la familia Catalán de Ocón, que no estaba sujeto a las leyes reales ni de la Comunidad. Por ello servía en muchas ocasiones de refugio para los delincuentes de la zona. En 1311, y tras la orden del rey Jaime II de adquisición, fue incorporado a la Comunidad de Aldeas de Daroca. Hay constancia de que en el siglo XIV Villacadima ya había desaparecido por lo que sus términos pasaron al municipio de Monreal.
Hacia mediados del siglo XIX, el lugar tenía contabilizada una población de 648 habitantes. La localidad aparece descrita en el decimoquinto volumen del Diccionario geográfico-estadístico-histórico de España y sus posesiones de Ultramar de Pascual Madoz de la siguiente manera:

TORRIJO DEL CAMPO: l. con ayunt. en la prov. de Teruel (10 leg.), part. jud. de Calamocha (1 1/4), dióc. y aud. terr. de Zaragoza (20) y c. g. de Aragon. Está sit. en la márg. izq. del r. Jiloca, en terreno llano; el clima es benigno, y las enfermedades mas comunes calenturas intermitentes. Se compone de 160 casas, adecuadas para los usos de la agricultura, entre ellas está la del ayunt., formando cuerpo de pobl.; tiene un hospicio para albergar á los pobres transeúntes, pero falto de rentas; una escuela de instruccion primaria; igl. parr. (San Pedro Apóstol) servida por un cura de término y de provision ordinaria; hay un cementerio que en nada perjudica á la salud pública. Confina el térm. por el N. con el de Camino Real; E. r. Jiloca; S. Monreal del Campo, y O. Blancas y Pozuel: pasa por él el precitado r., de cuyas aguas usan los vec., dando impulso á un molino harinero que hay en la ribera. El terreno es casi todo de secano, a escepcion de unas huertas que se riegan con las aguas del Jiloca; hay dos pequeños prados, pero muy escasos de pastos. Los caminos comunican con los pueblos limítrofes, en regular estado. El correo se recibe de Calamocha, dos veces en la semana. prod.: trigo, cebada, avena, cáñamo y mucho azafran; hay ganado lanar y algun vacuno, y caza de conejos y perdices. pobl.: 162 vec., 648 almas. riqueza imp.: 103,020 rs.
(Madoz, 1849, p. 107)

## Demografía
Torrijo del Campo cuenta con una población de 502 habitantes (INE 2024).
| Gráfica de evolución demográfica de Torrijo del Campo entre 1842 y 2021                                             |
| |
| Población de derecho según los censos de población del INE Población de hecho según los censos de población del INE |

|                               | 1995-1999 | 2000-2004 | 2005-2009 |
| ----------------------------- | --------- | --------- | --------- |
| Tasa bruta de natalidad (‰)   | 4,2       | 3,2       | 7,5       |
| Tasa bruta de mortalidad (‰)  | 21,1      | 12,9      | 23,4      |
| Tasa bruta de nupcialidad (‰) | 1,7       | 1,4       | 3,7       |

## Economía
Tras la paulatina desaparición de los cultivos de azafrán, que en Torrijo del Campo tenían gran importancia no solo económica sino también tradicional, sus habitantes mayoritariamente centran su actividad en la agricultura cerealística de secano y en algunos huertos de regadío, prados y zonas forestales. También cobra relevancia la ganadería, donde destacan un gran número de granjas de cerdo, ovino, vacuno y conejos. Además, los cercanos pueblos de Calamocha y Monreal del Campo son el destino laboral de parte de los torrijanos y las torrijanas que complementan así la economía familiar.

## Símbolos
Siendo alcalde Miguel Ángel Meléndez, el Ayuntamiento de Torrijo inició un expediente para la adopción de un escudo y una bandera municipales que culminó con la autorización por parte del Gobierno de Aragón mediante el Decreto 100/1997, de 10 de junio, para adoptarlos. 
Según este decreto, el escudo debía tener la siguiente forma: «escudo cuadrilongo de base circular, que trae, de sinople, una torre de oro, mazonada de sable y aclarada de azur; vestido de plata, cargado en lo alto de dos escudetes con el Señal Real de Aragón y en lo bajo con otros dos, de azur pleno. Al timbre, Corona Real abierta».
Por su parte, la bandera debía ser «de paño azul, de proporción 2/3, con un escusón del Señal Real de Aragón en cada uno de sus ángulos del batiente; al asta una franja horizontal de 1/3 del largo del paño con una torre amarilla, con la puerta y las ventanas verdes colocadas dentro de un rombo blanco».

## Administración y política
| Período         | Alcalde               | Partido |  |
| 1979-1983       | José Terrado Rubio    | UCD     |  |
| 1983-1987       |                       |         |  |
| 1987-1991       |                       |         |  |
| 1991-1995       | Miguel Ángel Meléndez | PP      |  |
| 1995-1999       | Miguel Ángel Meléndez | PP      |  |
| 1999-2003       | Miguel Ángel Meléndez | PP      |  |
| 2003-2007       | Manuel Terrado Royo   | PP      |  |
| 2007-2011       | Ricardo Plumed Malo   | PAR     |  |
| 2011-2015       | Ricardo Plumed Malo   | PAR     |  |
| 2015-2019       | Ricardo Plumed Malo   | PAR     |  |
| 2019-2023       | Ricardo Plumed Malo   | PAR     |  |
| 2023-Actualidad | Yolanda Abad Martínez | PAR     |  |

| Partido político    | Partido político                                   | 2003   | 2007   | 2011   | 2015   | 2019   | 2023   |
| Partido político    | Partido político                                   | Ediles | Ediles | Ediles | Ediles | Ediles | Ediles |
|                     | Partido Aragonés (PAR)                             | 1      | 4      | 5      | 4      | 4      | 4      |
|                     | Partido de los Socialistas de Aragón (PSOE-Aragón) | 2      | 3      | 2      | 3      | 3      | 3      |
|                     | Partido Popular de Aragón (PP)                     | 4      | —      | —      | —      | —      | —      |
|                     | Chunta Aragonesista (CHA)                          | 0      | 0      | —      | —      | —      | —      |
| Total de concejales | Total de concejales                                | 7      | 7      | 7      | 7      | 7      | 7      |

## Patrimonio

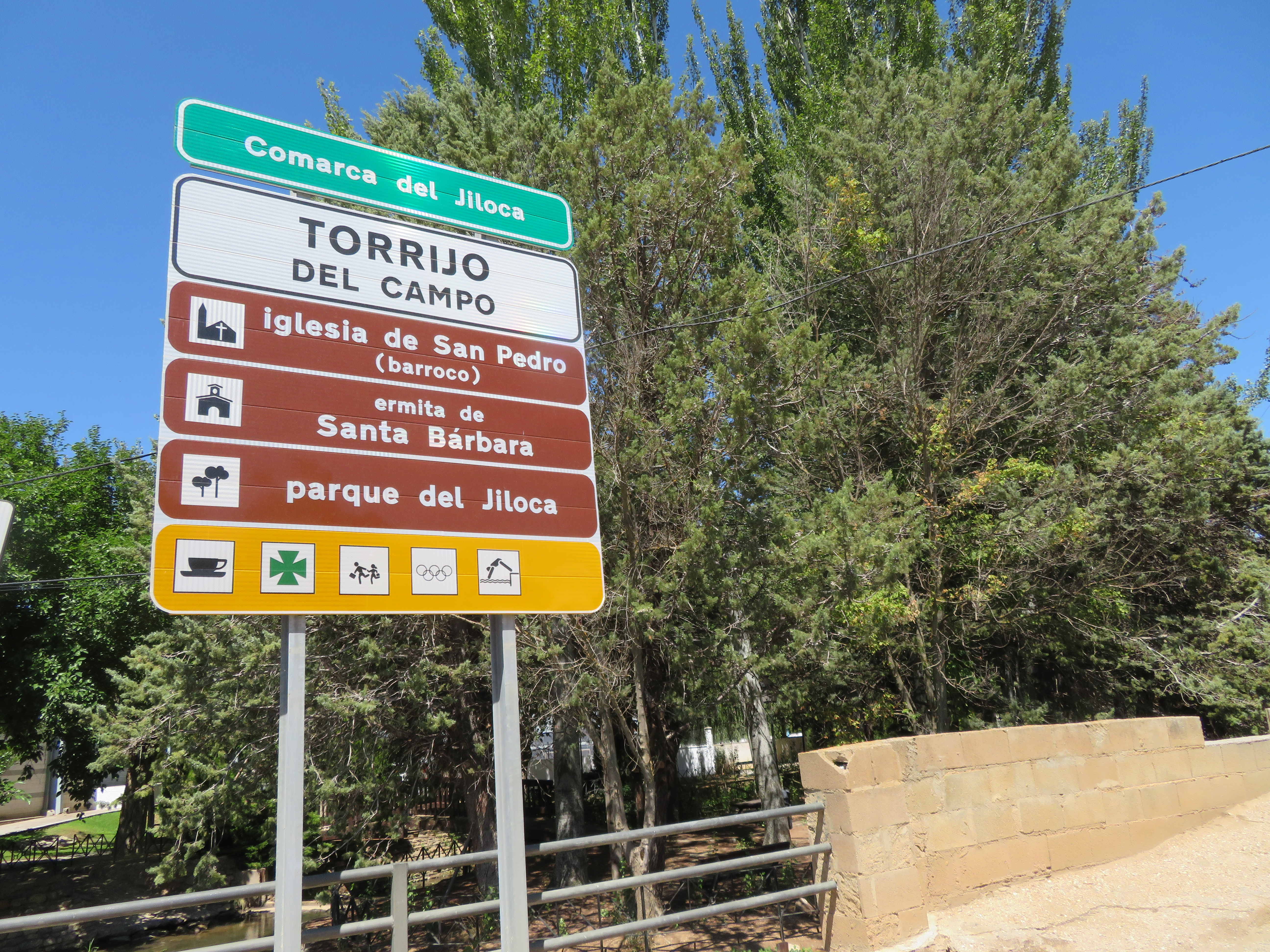
Torrijo del Campo

- Torrijo del CampoIglesia parroquial católica de San Pedro, siglo XVIII.
- Ermita de San Fabián y San Sebastián. Derruida la antigua del siglo XV la moderna es del siglo XX.
- Ermita de Santa Bárbara, de principios del siglo XX.

## Fiestas
Las fiestas patronales se celebran la penúltima semana del mes de agosto y están dedicadas al Domingo del Señor. Para celebrar las fiestas, los jóvenes y no tan jóvenes se suelen organizar por peñas contando con unas 34 peñas de mayores y cerca de 16 peñas infantiles.